# Tipologia del romanzo poliziesco
Tipologia del romanzo poliziesco è un saggio di Tzvetan Todorov scritto nel 1966 e pubblicato in italia in Poetica della prosa nel 1989. 
(da Tipologia del romanzo poliziesco di Tzvetan Todorov pubblicato nel 1966)

## Todorov e il genere del romanzo poliziesco
Todorov analizza il fenomeno del romanzo poliziesco da una prospettiva strutturalista, cercando quelle strutture costanti che lo contraddistinguono. Il suo parere è che bisogna rivolgersi al concetto di genere al fine di valutare gli elementi caratterizzanti del racconto poliziesco. Nonostante l'operazione non sia semplice, poiché, come lui stesso afferma, un genere letterario si evolve nel tempo, codificando nuove regole e abbandonando quelle che sono diventate un freno e una costrizione  è possibile secondo Todorov individuare una grammatica del testo che regoli i rapporti degli elementi tra di loro e con il testo. L’attenzione critica dell'autore è posta sulla narratività, ovvero sulle strutture narrative interne al testo e operanti in esso. Todorov ammette una certa storicità del genere nel modo in cui si crea e si diversifica nel tempo, ma questa diversificazione non implica un'evoluzione teleologica. Al contrario, come Todorov dimostra analizzando le specie del romanzo poliziesco, differenti forme possono coesistere: quando le sue regole sono divenute troppo strette, esso si è dato un nuovo codice, istituzionalizzando un certo elemento prima non obbligatorio oppure abbandonando un elemento obbligatorio visto ora come costrizione e creando così una nuova specie. Seppure Todorov non rinneghi l'importanza dell'aspetto temporale dei generi letterari, considera la tipologia (intesa come classificazione logica) uno strumento di analisi più utile della cronologia.  In accordo con la prospettiva strutturalista, secondo lo studioso é infatti condizione imprescindibile dell’analisi dei testi l’individuazione delle specie, delle loro strutture narrative e delle caratteristiche formali. L'uso della tipologia per studiare le sfaccettature del romanzo poliziesco è inoltre giustificata, secondo Todorov, dal fatto che il romanzo poliziesco sia un genere appartenente alla letteratura di massa, per la quale il capolavoro non è quello che trasgredisce alle regole, ma quello che ad esse si conforma e che adotta tutte le strutture paradigmatiche del genere a cui appartiene.
Todorov descrive quindi il genere del romanzo poliziesco analizzando le caratteristiche delle sue varie specie, ovvero il romanzo a enigma, il romano nero e il romanzo a suspense.                                                                                                                                                                                                                     

## Romanzo a enigma
Todorov denomina il romanzo poliziesco classico romanzo a enigma e lo descrive utilizzando una dualità individuata da Michel Butor nel suo romanzo L'impiego del tempo. Nel romanzo a enigma coesistono due storie: la storia del crimine e la storia dell'inchiesta. Mentre la storia del crimine racconta ciò che è successo nella realtà ed è quindi la storia in cui avviene tutta l'azione, nella storia dell'inchiesta i personaggi non agiscono; qui avviene l'acquisizione di dati che servono per ricostruire la realtà accaduta nella storia del crimine. La storia del crimine non può essere raccontata immediatamente nel libro; si tratta quindi di una storia assente (all'interno del libro), ma reale. L'autore deve utilizzare la storia dell'inchiesta per poter riferire i fatti accaduti nella storia del crimine; la storia dell'inchiesta ha la sola funzione di essere il punto di contatto tra autore e lettore; si tratta perciò di una storia presente ma insignificante. 
Secondo Todorov, questa presenza e questa assenza spiegano la paradossale coesistenza, nel romanzo a enigma, di fabula e intreccio, due aspetti di una medesima storia, due prospettive della medesima realtà. La storia del crimine viene costruita indirettamente, riempita di convenzioni e procedimenti letterali (corrispondenti all’intreccio) che l’autore si sente in dovere di spiegare. La storia dell'inchiesta naturalizza e giustifica questi procedimenti letterari affermando che si sta scrivendo un libro.

## Romanzo nero
Con questa prima frase il filosofo bulgaro va a definire la differenza che c’è tra il romanzo ad enigma e quello nero, un termine che, assunto come sinonimo di Noir e Hard Boiled, definisce quel tipo di romanzo che nasce tra gli anni Trenta e Quaranta e che cattura il pubblico non per l’enigma ma per la suspense, inserendo personaggi più oscuri che si muovono in un luogo specifico: la città e suoi luoghi più malfamati.
Le caratteristiche del romanzo nero, e che lo differenziano dal romanzo a enigma, secondo Tzvetan Todorov riguardano:
- La storia: Il romanzo nero è un testo con un inizio e una fine e tutto ciò accade in questo arco narrativo. Il romanzo nero si gioca non sulla retrospezione ma sulla prospezione in cui il personaggio vive le esperienze in primo piano.

- Tipo di interesse: Todorov afferma che l’interesse del pubblico per il romanzo nero deriva dal fatto che questo tipo di romanzo consente di provare un costante senso di suspense, invitando il pubblico ad empatizzare con il protagonista e le sue disavventure.

- Il personaggio: il personaggio di un libro o film noir è sempre in pericolo e il pubblico viene attratto dal contesto malavitoso e corrotto in cui il protagonista si muove

- Il mistero: Questa caratteristica è comune sia al romanzo a enigma sia a quello nero; in quest'ultimo, però, viene sfruttata in modo completamente diverso. Nelle storie del romanzo nero, Todorov spiega come il mistero non sia l’unico modo per mandare avanti la storia, come avviene per il romanzo ad enigma. Anzi, poiché la storia dell'indagine è più importante della storia del delitto, argomenta Todorov, spesso si assiste ad un colpo di scena finale o alla mancata risoluzione del o dei delitti.

## Todorov e S. S. Van Dine
Nell'indicare le regole generali del romanzo poliziesco Todorov parte dal lavoro fatto da S.S. Van Dine, ritenuto uno dei più importanti autori di gialli classico, che nel 1928 scrisse le 20 regole per scrivere un romanzo poliziesco. Todorov riassume queste 20 regole in 8 punti, rapportandoli in parte al romanzo a enigma e in parte al romanzo nero
1. Il romanzo deve avere tutt’al più un detective e un colpevole e almeno una vittima (un cadavere).
2. Il colpevole non deve essere un criminale di professione; non può essere il detective e deve uccidere per motivi personali.
3. Non c’è posto per l’amore nel romanzo poliziesco.
4. Il colpevole deve essere di una certa importanza:
  - Nella vita: non essere un cameriere o una domestica;
  - Nel libro: essere uno dei personaggi principali.
5. Tutto va spiegato razionalmente: l’elemento fantastico non è ammesso
6. Non c’è posto per descrizioni né per analisi psicologiche
7. Bisogna conformarsi alla seguente proporzione: “L’autore sta al lettore come il colpevole al detective”.
8. Occorre evitare le situazioni e le soluzioni banali (Van Dine  ne enumera dieci).

Prendendo in considerazione questi 8 punti, si osserva che  le regole da 1 a 4a si riferiscono al romanzo a enigma, mentre le regole da 4b a 7 valgono sia per il romanzo a enigma e che per il romanzo nero. L’ultima regola invece è di validità generale.

## Romanzo a suspense
Todorov infine individua un terzo tipo, derivato delle due forme precedenti, cioè il romanzo a suspense. In esso, pur mantenendosi il mistero e le due storie del romanzo a enigma, non si riduce la storia dell'investigazione ad un semplice acquisizione dati perché, come nel romanzo nero, è proprio la storia dell'investigazione ad essere maggiormente importante. Nel romanzo a suspense il protagonista rischia continuamente la vita e il mistero viene usato come incipit. Todorov individua una divisione in due sottotipi del romanzo a suspense: la "storia del detective volubile" e la "storia del detective sospetto". Il primo sottotipo, che Todorov esemplifica con i romanzi di Hammett e Chandler, è caratterizzato da un detective che perde la sua immunità, subisce pestaggi e si integra con l’universo degli altri personaggi. Nel secondo, che per lo studioso bulgaro comprende molti dei romanzi di William Irish (pseudonimo di Cornell Woolrich), Patrick Quentin, Charles Williams, l’omicidio avviene nelle primissime pagine e i sospetti ricadono poi sul protagonista, il quale dovrà mettersi in moto per dimostrare la sua innocenza e trovare il vero colpevole. Questo tipo di protagonista, secondo Todorov, rappresenta un trittico perché incorpora contemporaneamente la vittima, il detective e il carnefice.

## Impatto sulla teoria e critica del romanzo poliziesco
L'approccio strutturalista di Todorov alla materia del romanzo poliziesco lo ha portato allo costruzione di una struttura duttile e facilmente impiegabile per orientarsi fra i vari tipi di romanzo poliziesco. Nonostante la varie critiche mosse in generale all'approccio strutturalista dai filosofi post-strutturalisti, il lavoro critico e teorico di Todorov sul romanzo poliziesco e il suo approccio alla questione del genere letterario rimangono dei capisaldi per la riflessione e il dibattito critico-teorico sul romanzo poliziesco.